# Зерендинский заказник
Зеренди́нский зака́зник (каз. Зеренді қорықшасы) — зоологический заказник областного значения в Зерендинском районе Акмолинской области Казахстана. Образован в 1979 году. Входит в состав национального парка «Кокшетау».
Площадь занимаемой заказником территории изначально составляла 23 тыс. га. По данным начала XXI века, площадь была увеличена до 39,5 тыс. га.
Представленные ландшафты — увалисто-холмистые равнины с гранитными сопками и кряжами, склоны которых покрыты густым сосновым лесом. На лесных полянах и в долинах рек — разнотравно-злаковые луга. В заказнике обитают различные копытные и пушные звери (лось, косуля, барсук, лисица, заяц-русак, белка и др.) и боровые птицы (тетерев, глухарь).
К территории заказника также относится озеро Зеренда (Зеренди), в котором обитает ондатра.
Охота в Зерендинском заказнике запрещена круглый год.